# Dag ut och natt in
Dag ut och natt in är en tysk komedifilm från 1932 i regi av Ludwig Berger. Manus skrevs av Robert Liebmann och Hans Székely. Filmen fick svensk premiär i februari 1933 på Röda Kvarn.

## Handling
Grete och Hans delar på ett rum men träffar aldrig varandra. Hans arbetar natt som kypare på en klubb och Grete arbetar dag som manikyrist. Trots detta går de varandra på nerverna, men kommer sedan att träffas utan att veta vem den andre är.

## Rollista
- Käthe von Nagy - Grete
- Willy Fritsch - Hans
- Amanda Lindner - Cornelia Seidelbast
- Julius Falkenstein - Herr Krüger
- Albert Lieven - Wolf
- Friedrich Gnaß - Helmut
- Anton Pointner - Meyer